# Уилям Голдинг
Уилям Джералд Голдинг (на английски: William Gerald Golding) е английски романист, драматург и поет.
Той е най-известен със своя дебютен роман „Повелителят на мухите“ (Lord of the Flies, 1954), като през следващите десетилетия издава още 11 белетристични книги. През 1980 година получава наградата „Букър“ за романа „Морски обреди“, а през 1983 година и Нобелова награда за литература „за неговите романи, които с яснотата на реалистичното повествователно изкуство и многообразието и универсалността на мита разкриват състоянието на човека в днешния свят“.
За своите приноси към литературата Голдинг получава британско рицарско звание през 1988 година. Той е член на Кралското литературно дружество, а през 2008 година вестник „Таймс“ го поставя на трето място сред 50-те най-велики британски писатели след 1945 година.

## Биография и творчество
Роден на 19 септември 1911 г. в село Сейнт Кълъмб Мейнър (St Columb Minor), което е в рамките на град Нюкий, Корнуол. Започва да пише на седем. Корнуолските му корени са рядко споменавани, но в младите си години научава характерния корнски език.
Баща му бил преподавател в местното училище и интелектуалец с радикални възгледи по отношение на политиката, както и силно вярващ в науката. Семейството се мести в Марлборо, където Голдинг посещава Marlborough Grammar School. По-късно (1930) започва следването си на естествени науки и английски език в Оксфордския университет. Първата му книга – стихосбирка, излиза година преди получаването на бакалавърска степен по изкуства.
Жени се за Ан Брукфийлд (Ann Brookfield) през 1939 г. Преподава английски език и философия в Bishop Wordsworth's School в Сейлсбъри.
По време на Втората световна война служи на Британската кралската флота и участва в потопяването на немския боен кораб Бисмарк. Участва и в завладяването на Нормандия. След края на войната се завръща към преподаването и писането.
Посветен е в рицарство през 1988 г. от кралица Елизабет Втора.
Уилям Голдинг умира на 19 юни 1993 г. в Перанаруъртал, Англия.

## За него
- L. L. Dickson, The Modern Allegories of William Golding, University of South Florida Press, 1990. ISBN 0-8130-0971-5
- R. A. Gekoski and P. A. Grogan, William Golding: A Bibliography, London, André Deutsch, 1994. ISBN 978-0-233-98611-1
- John Carey, William Golding: The Man Who Wrote Lord of the Flies, New York: Simon & Schuster, 2009.